# Cuartel (náutica)

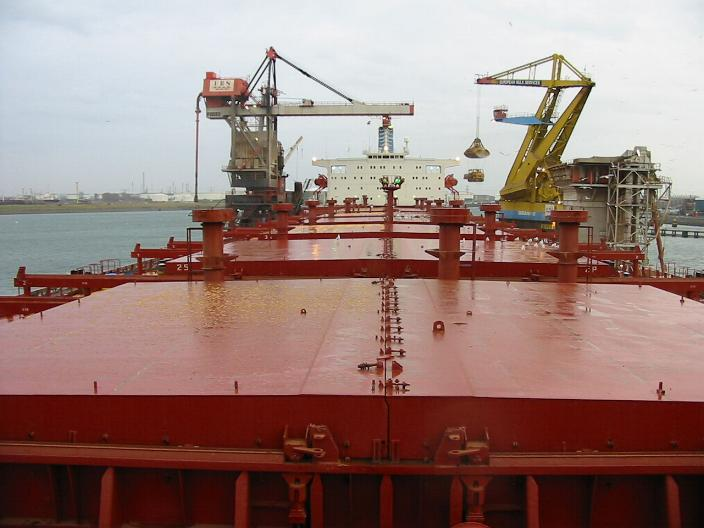
Cuartel de bodega de un granelero.

En náutica, cuartel es la plancha de madera o metálica con que se cierra la boca de una escotilla.
Los hay de varias clases y toman diferentes nombres según la abertura que han de cubrir. En general el nombre se aplica a las planchas que cierran las escotillas que dan acceso a las bodegas.
Son de tamaño variable y se adaptan a la brazola de las escotillas, bien sea en toda la extensión de estas, o cuando la abertura es demasiado grande formando dos series que descansan por un extremo en la galeota. Llevan asideros en sus extremos para facilitar la maniobra de su colocación y separación.

## Tipos
Cuartel de caja
Es el cuartel que encaja en la brazola por sus cantos exteriores, es decir, a manera de tapa de caja.
Cuartel del fondo
En los barcos de vela modernos el fondo generalmente se compone de cuarteles de quita y pon, sustituyendo a las planchas fijas, con el objeto de poder examinar los fondos en caso necesario.
Cuartel de enjaretado
Enrejado de madera o metálico que se emplea en vez de un cuartel macizo para cubrir la abertura de una escotilla.

## Conceptos relacionados
El nombre de cuartel también puede referirse a:
- El repliegue o bolso que forman en el puño de la escota, las velas mal acondicionadas o de mal corte.
- Una sección arbitraria, tomada en el sentido de cuarta parte, suponiendo el buque dividido en cuatro  de popa a proa.
- Cuartelada (náutica)
- Cuadra (náutica), en su tercera acepción.